# Umeå Fotbollsclub
O Umeå Fotbollsclub, ou simplesmente Umeå FC, é um clube de futebol da Suécia fundado em  1987. Sua sede fica localizada em Umeå.